# Eupelor
Eupelor is een twijfelachtig geslacht van uitgestorven temnospondyle Batrachomorpha (basale 'amfibieën') uit de familie Metoposauridae. Er zijn fossielen gevonden in het huidige Pennsylvania, binnen de Newark-supergroep, die dateren uit het Laat-Trias (Norien).

## Naamgeving
De soort Eupelor durus werd in 1866 door Edward Drinker Cope Mastodonsaurus durus benoemd, 'de harde', vermoedelijk op basis van AMNH 3927, een aantal sleutelbeenderen en de tand AMNH 2333 (die tot een andere temnospondyle dan Eupelor zou kunnen behoren) van de Lockatong-formatie (Phoenixville Tunnel vindplaats) van Phoenixville, Pennsylvania. In 1868 wees Cope de soort toe aan zijn eigen geslacht Eupelor op basis van verschillen met Metoposaurus (toen bekend als Metopias). De geslachtsnaam betekent 'een waar monster'.

## Taxonomie
Colbert en Imbrie (1956) hebben alle metoposauriden uit het Trias beoordeeld en geconcludeerd dat Eupelor moet worden gebruikt voor alle metoposauriden uit Noord-Amerika, vooral Koskinonodon (nu bekend als Anaschisma). De auteurs beschouwden de trematosauriër Calamops als een mogelijk synoniem van Eupelor. Later bracht Chowdbury (1965) Eupelor onder in Metoposaurus samen met andere Noord-Amerikaanse metoposauriden. Hunt (1993) behandelde Eupelor echter als een nomen dubium, een twijfelachtig geslacht van metoposauriden vanwege zijn niet-diagnostische kenmerken.